# Ле-Парк (Манш)
Ле-Парк (фр. Le Parc) — муніципалітет у Франції, у регіоні Нижня Нормандія, департамент Манш. Ле-Парк утворено 1 січня 2016 року шляхом злиття муніципалітетів Браффе, Плом i Сент-П'янс. Адміністративним центром муніципалітету є Сент-П'янс. Населення — 911 осіб (01.01.2021).